# Pau dos Ferros
Pau dos Ferros är en kommun i Brasilien.   Den ligger i delstaten Rio Grande do Norte, i den östra delen av landet, 1 500 km nordost om huvudstaden Brasília. Antalet invånare är 27 733.
Omgivningarna runt Pau dos Ferros är huvudsakligen savann. Runt Pau dos Ferros är det ganska tätbefolkat, med 104 invånare per kvadratkilometer.